# Мосул (футбольный клуб)
«Мосул» (араб. نادي الموصل‎) — футбольный клуб из одноименного иракского города. Был основан в 1947 году под названием «Эль-Ахли Мосул», в 1957 году приобрел современное название. Все игроки клуба являются коренными жителями Мосула.

## Снятие из Иракский премьер-лиги
В сезоне 2007/08 клуб был снят с розыгрыша Иракской премьер-лиги по соображениям безопасности. В следующем году «Мосул» вернулся в Иракскую премьер-лигу, но в сезоне 2008/09 года снова объявил о своем выходе из неё — на этот раз из-за финансовых проблем.

## Известные игроки
- Харис Мохаммед (1975—1979)
- Хавар Мулла Мохаммед (1998-00)

### Статистика выступлений
| Годы          | Место | В-Н-П   | Очки |
| ------------- | ----- | ------- | ---- |
| 2010-2011 G-1 | 9     | 8-11-7  | 35   |
| 2009-2010 G-1 | 10    | 9-11-13 | 38   |
| 2007-2008 G-3 | 9     |         |      |
| 2006-2007 G-2 | 5     | 1-5-6   | 8    |
| 2004-2005 G-1 | 9     | 2-4-10  | 10   |
| 2003/2004 G-1 | 2     | 5-1-2   | 16   |
| 2002/2003     | 7     | 11-5-11 | 38   |